# Església de Santa Margarida
L'Església de Santa Margarida, en anglès: Church of St Margaret, Westminster Abbey, està situada als terrenys de l'Abadia de Westminster sobre Parliament Square, i és una parròquia anglicana de la House of Commons of the United Kingdom a Londres. Està dedicada a Margarida d'Antioquia.

## Història i descripció
Va ser fundada al segle xii per monjos benedictins, St Margaret va ser reconstruïda des de 1486 a 1523. Esdevingué l'església parroquial del Palau de Westminster el 1614, quan els Puritans del segle xvii, descontents amb la molt litúrgica Abadia, escolliren mantenir serveis Parlamentaris en la més "adequada" St Margaret's: una pràctica que ha continuat des d'aleshores.
La torre nord-oest va ser reconstruïda per John James entre 1734 i1738; al mateix temps tota l'estructura va ser encastada amb pedra de Portland.

## Galeria

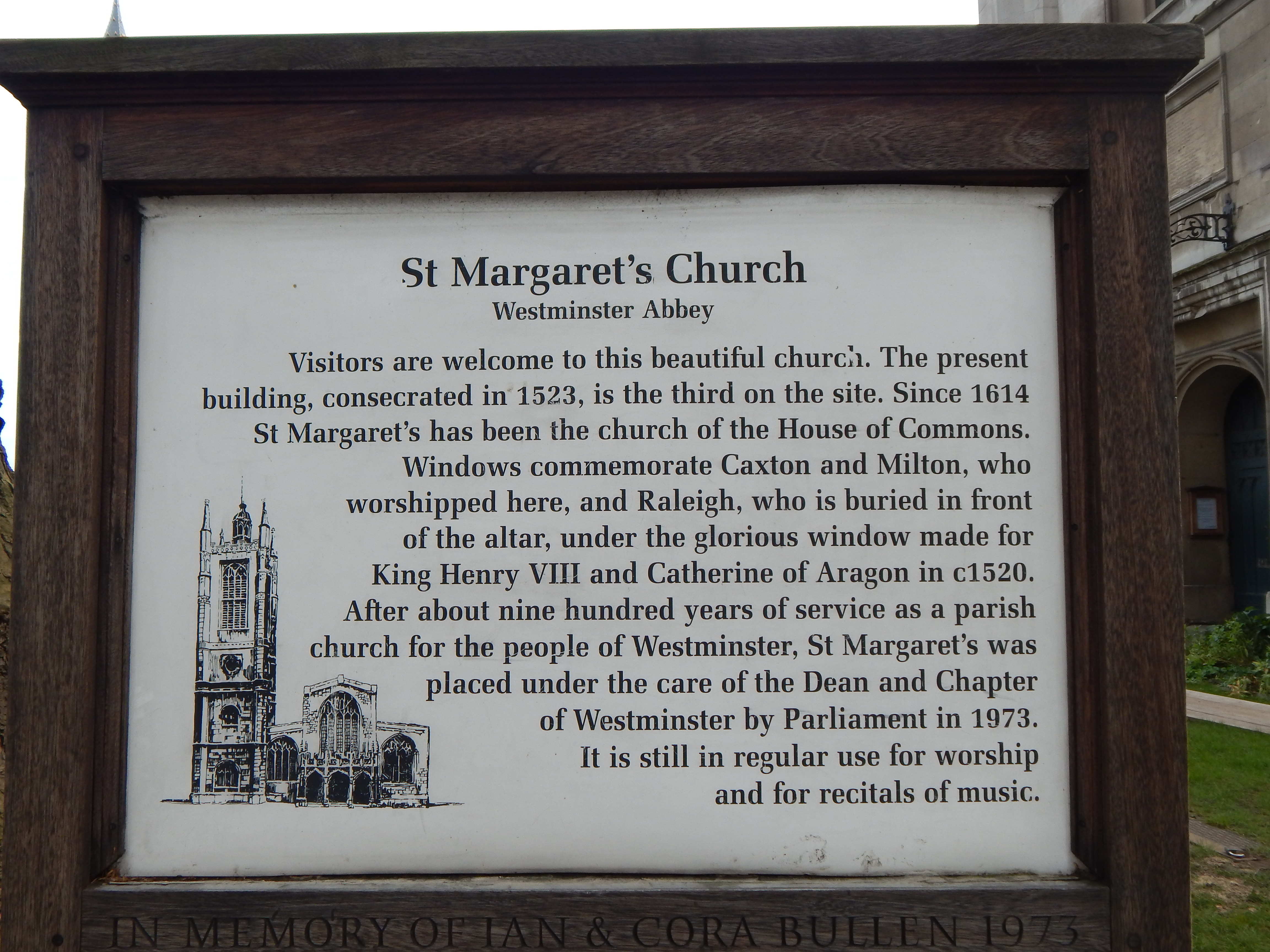
Placa explicativa
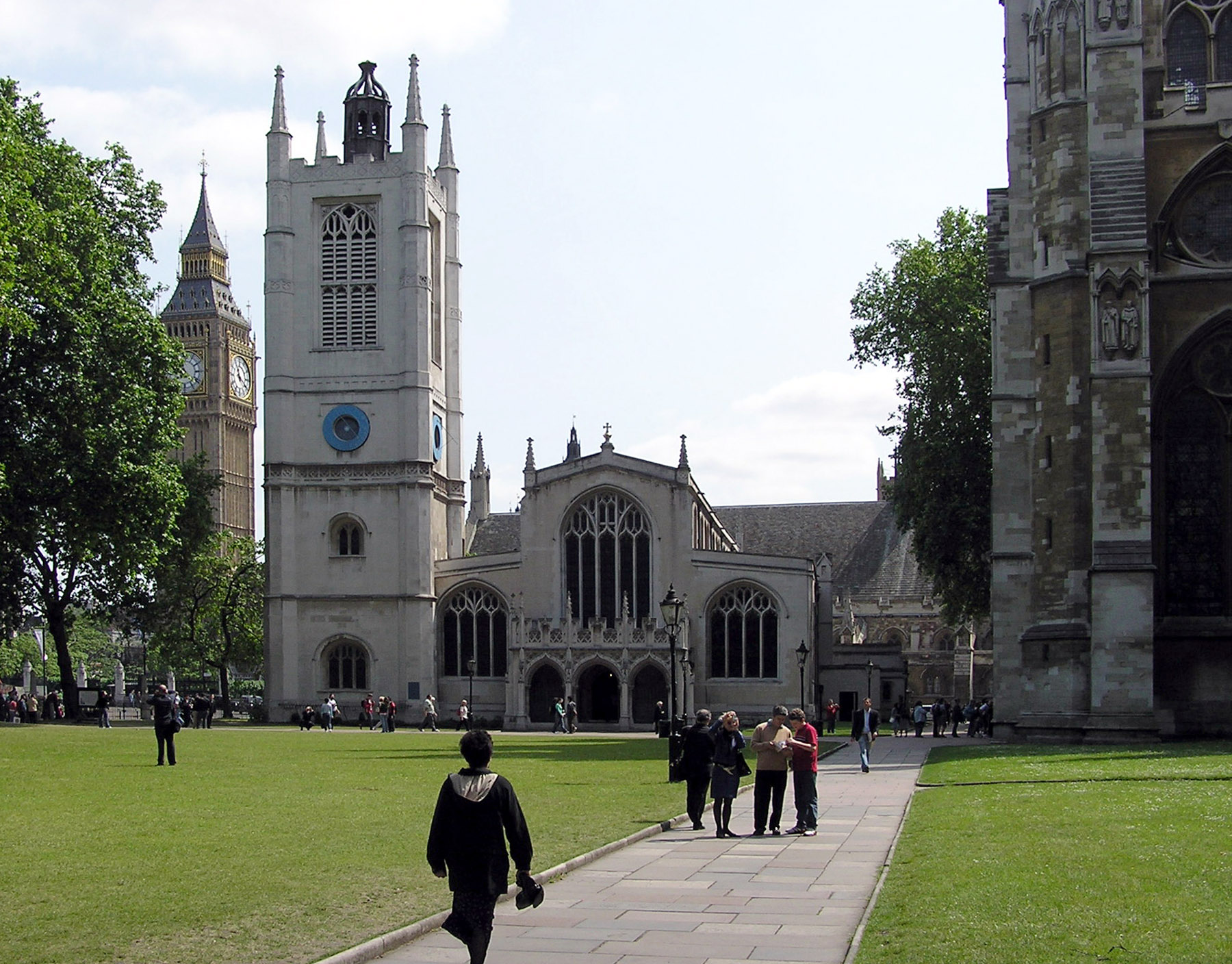
St Margaret's Church. A l'esquerra hi ha la torre del rellotge; a la dreta hi ha l'Abadia.
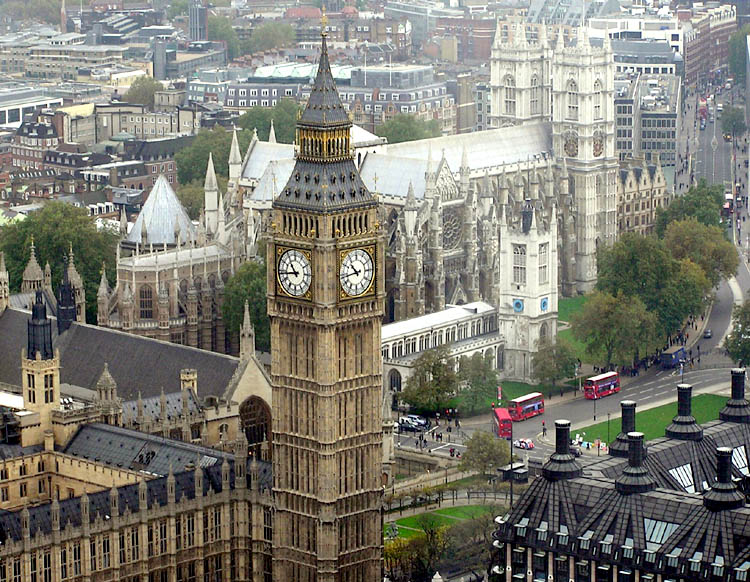
St Margaret vista des del London Eye Ferris wheel
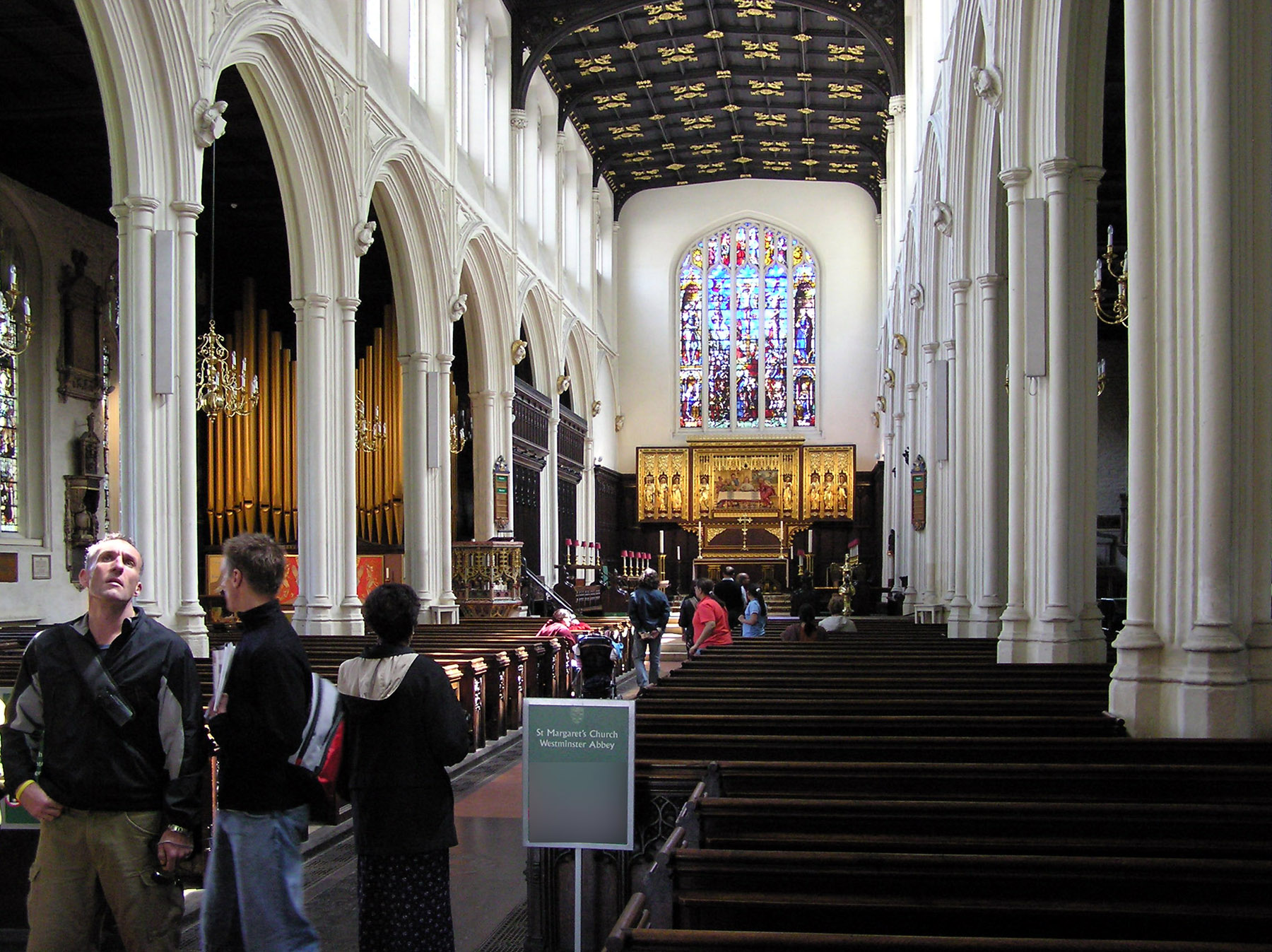
La nau de St Margaret